# Critérios de Beers
Os Critérios de Beers também conhecidos como a lista de Beers é uma listagem dos medicamentos considerados inapropriados e/ou pouco seguros para serem administrados em geriatria. Constitui uma referência para os profissionais de saúde acerca da segurança de administração medicamentosa na pessoa idosa. Baseia-se nas alterações fisiológicas próprias da idade e na fisiopatologia, que tornam estes pacientes mais suscetíveis aos efeitos secundários dos medicamentos.

## Para ver e fazer o download dos critérios de Beers
«Critérios de Beers - medicamentos inapropriados nos doentes idosos» (PDF). Consultado em 11 de dezembro de 2012[ligação inativa]